# Kishou Taniyama
Kishou Taniyama (谷山 紀章, Taniyama Kishō) (nascido em 11 de agosto de 1975 em Yamaguchi) é um dublador e cantor japonês. É vocalista da banda japonesa Granrodeo com o nome artístico KISHOW.

## Discografia

### GRANRODEO
Álbuns
- Ride on the Edge (2007)
- Instinct (2008)
- Brush the Scar Lemon (2009)
- Supernova (2011)
- Crack Star Flash (2012)
- Fab Love (2019)